# Owen Beattie
Pour les articles homonymes, voir Beattie.
Owen Beverly Beattie, né le 3 juin 1949 à Victoria en Colombie-Britannique, est un professeur d'anthropologie canadien à l'Université de l'Alberta.
Dans les années 1980, il a avec une équipe de scientifiques commencé une série d'études scientifiques des tombes — notamment celle de John Torrington —, des organes et d'autres preuves matérielles laissées par les membres de l'expédition Franklin sur l'île Beechey et l'île du Roi-Guillaume afin d'en conclure les raisons de la mort de l'équipage. Il en tira le livre Frozen in Time: The Fate of the Franklin Expedition, écrit avec John Geiger. Par la suite, il enquêtera aussi sur l'expédition Knight et en publiera le livre Dead Silence: The Greatest Mystery in Arctic Discovery, également avec John Geiger.
Son expertise lui permit d'être envoyé en 1996 en Afrique pour identifier des victimes du génocide au Rwanda.